# Stuw- en sluizencomplex Sambeek
De stuw en het sluizencomplex van Sambeek vormt een geheel van waterwerken ter regulering van de Maas op de grens van de Nederlandse provincies Noord-Brabant en Limburg, ten behoeve van de daarop plaatsvindende binnenvaart. Ten zuidwesten van het complex ligt de plaats Sambeek in de Brabantse gemeente Land van Cuijk, en aan de andere kant van de Maas ten oosten van het complex de plaats Afferden in de Limburgse gemeente Bergen. Met de grens tussen de beide provincies midden in de Maas ligt het sluizencomplex in Noord-Brabant. Het complex werd opgeleverd in 1929 en omvat naast de stuw twee kleine sluizen met een kolk van 142 meter en een grote sluis met een kolk van 260 meter.

## Geschiedenis
Begin 20e eeuw wilde men de Maas beter geschikt maken voor de binnenvaart, die daarop reeds eeuwenlang plaatsvond. Een probleem was om een vaargeul van de juiste diepte te verkrijgen, teneinde de Maas bevaarbaar te maken voor schepen tot 2.000 ton laadvermogen. Daartoe diende de Maas te worden voorzien van een vijftal stuwen, namelijk te Linne, Roermond, Belfeld, Afferden/Sambeek en Grave. Naast elke stuw kwam een sluizencomplex. In 1915 werd het doel van het project omschreven als: het verkrijgen van een hoofdverkeersweg ten dienste van het vervoer van massa goederen uit eene streek, waar eene sterk ontwikkelde groot industrie te verwachten is. Rond deze tijd begonnen namelijk ook de Limburgse mijnen in toenemende mate te produceren en het vervoer van de steenkool geschiedde aanvankelijk slechts per spoor.
Het stuw- en sluizencomplex te Sambeek werd in oktober 1929 in gebruik genomen. In 1929 was het gehele Maaskanalisatieproject voltooid.

### 1953
In 1953 had de sluis te maken met 60.398 schepen die deze wilden passeren.

### 1964-1968
In de jaren 1964-1968 werd het sluiscomplex uitgebreid met twee kleine sluizen als reactie op de lange wachttijden.

### 2011-2012
In 2011-2012 werden de twee kleine sluizen vernieuwd met nieuwe sluisdeuren, bewegingswerken en aandrijvingen.

### 2013
In 2013 werd wegens de komst van grotere schepen de sluishoofden van de grote sluis van 14 naar 16 meter verbreed.

### 2016
Eind 2016 stroomde het stuwpand Sambeek/Grave 'leeg' door een ongeval met een tankerschip dat door de stuw in Grave voer en werd daarmee onbevaarbaar.

### 2024-2026
Vanaf 25 maart 2024 wordt omvangrijk groot onderhoud verricht aan de stuw die bijna een eeuw oud is. De werkzaamheden worden uitgevoerd tijdens de laagwaterperiode in 2024 en 2026.